# Tryggve el Pretendiente
No confundir con su abuelo Tryggve Olafsson del mismo nombre

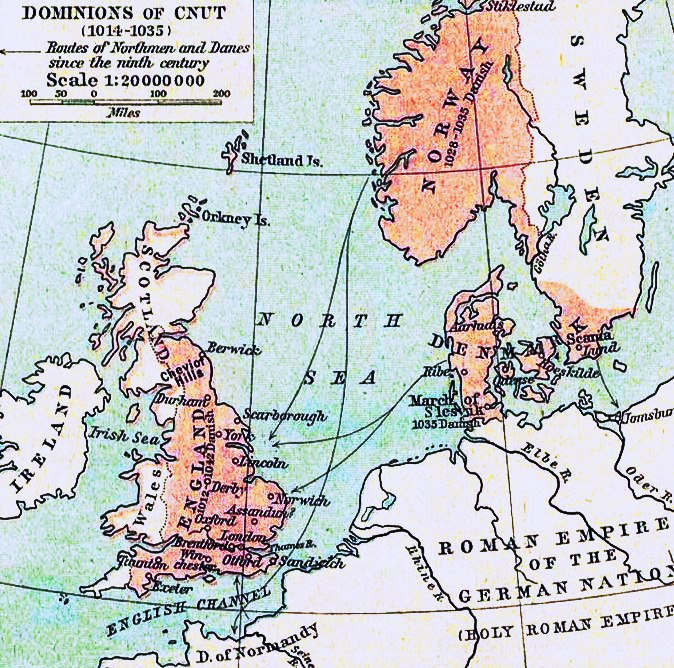
Mapa de Escandinavia en tiempos de Tryggve y Canuto.

Tryggve "el Pretendiente" también Tryggve Olafsson (nórdico antiguo Tryggvi Ólafsson, noruego Tryggve Olavsson) (989 - 1033), fue un caudillo vikingo de principios del siglo XI que "vino allende los mares" (probablemente desde asentamientos nórdicos en Inglaterra o Irlanda). Su historia aparece en Heimskringla de Snorri Sturluson, la saga Morkinskinna y Óláfs saga Tryggvasonar de Oddr Snorrason.

## Invasión de Noruega
Según Heimskringla, en 1033, durante el dominio de Sven, hijo de Canuto el Grande, Tryggve invadió Noruega. Tryggve reivindicaba el trono proclamando que era hijo de Olaf Tryggvason y su esposa Gyda de Dublín. Sus enemigos respondieron con mofa a la reclamación, asegurando que Tryggve era un bastardo hijo de un sacerdote; no obstante, Snorri Sturluson cita vínculos familiares de Tryggve con el rey Olaf II el Santo en Viken y el autor de Morkinskinna afirma que Harald III de Noruega tenía parentesco con el entonces difunto Tryggve, insinuando que por lo menos hubo gente que creyó en la reclamación del pretendiente.
Llegaron voces al rey Sveinn Knútsson y su madre Aelfgifu Aelfhelmsdotter sobre la inminente invasión de Tryggve, convocaron a los terratenientes de Halogaland y Trondheim para unirse al ejército real y resistir la ofensiva de Tryggve. El jarl Einar Tambarskjelve, enojado por la política del gobierno de Canuto, se negó a luchar al lado de Sveinn. De la misma manera, ninguno de los poderosos caudillos como Kalv Arnesson o sus hermanos lucharían en favor de Sveinn.
Sven y su ejército se dirigieron a Agder, creyendo que Tryggve intentaría adentrarse por Skagerrak para unirse con sus aliados en Viken. Tryggve, no obstante, apareció en Hordaland, navegando hacia Rogaland para atacar a la flota de Sven. Ambas fuerzas se encontraron en la isla de Bokn, donde pocos años atrás Erling Skjalgsson había sido derrotado y muerto.
Durante el enfrentamiento armado, conocida como batalla de Soknasund según la versión de Snorri, Tryggve arrojaba lanzas a sus enemigos con ambas manos simultáneamente, una característica propia de Olaf Tryggvason bien conocida. Tryggve exclamó "Así me enseñaba mi padre a decir misa", intentando demostrar su parentesco con el rey Olaf y burlándose de sus enemigos que alegaban la paternidad de un sacerdote. Al margen del ingenio del pretendiente, el ejército invasor fue superado por las fuerzas de Sven y Tryggve fue muerto.
Una cita conservada en la saga Morkinskinna relata la muerte de Tryggve en manos de un granjero tras la batalla. Años más tarde, cuando Harald Hardrada era rey de Noruega, pasó por el campo de batalla donde encontró a un viejo amigo quien le dio la información sobre el asesino. Tras preguntar al presunto culpable y escuchar su confesión, el rey Harald ordenó su ejecución en la horca, justificando el vínculo de parentesco entre él y Tryggve y su deber de vengar la muerte de un pariente.

## Heimskringla

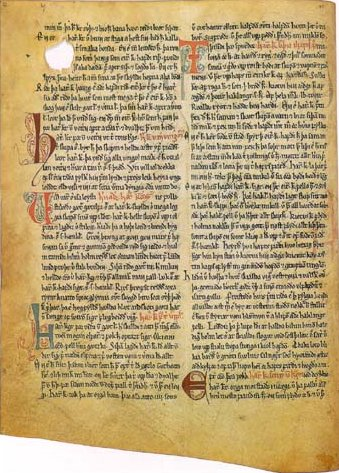
Una página del manuscrito Heimskringla.

El famoso poema Tryggvaflokkr, se escribió para Tryggve. Expertos atribuyen normalmente la obra al poeta de la corte de Canuto el Grande, Sigvatr Þórðarson, y se ha conservado en la obra Heimskringla:
Impaciente para la fama, adelante fue
desde el norte el rey Tryggve,
mientras Sven desde el sur se dirigió
navegando para unirse en la batalla
no lejos del lugar estaba yo.
Rápido levantaron sus estandartes
Rápido se enfrentaron las espadas
la espada inició la matanza.
Otro poema de Heimskringla, obra de un escaldo anónimo, menciona la batalla contra Tryggve:
Aquel domingo de mañana, doncella,
muy diferente era
días cuando las mujeres
esperaban a los hombres con ale:
cuando Sven a sus marineros ofreció sus
naves de guerra para atar
sus arcos, con carroña
cerrando escotillas a los cuervos hambrientos.